# Thyra Eibe
Thyra Eibe (født 3. november 1866 i København, død 4. januar 1955 samme sted) var den første danske kvinde som blev cand.mag i matematik. Efter at være blevet sproglig-historisk student fra N. Zahles Skole i 1889 læste hun matematik og blev cand.mag. i 1895. Hun var derefter gymnasielærer i matematik. Først underviste hun piger på N. Zahles Skole og drenge på Slomanns Skole. Fra 1898 til 1934 underviste hun på H. Adlers Fællesskole som i 1918 skiftede navn til Sortedam Gymnasium. Eibe blev konstitueret rektor i omkring et år da Hanna Adler forlod posten i 1929.
Eibe skrev flere meget benyttede lærebøger i geometri og aritmetik, blandt andre Geometri for Mellemskolen med 530 Opgaver hvis 1. udgave kom i 1908. Hun udgav i 1910 sammen med sin kollega på H. Adlers Fællesskole fysikeren Kirstine Meyer bogen Adversaria af Ole Rømer som er et latinsk skrift om astronomi og matematik som ikke havde været trykt før. Hendes hovedværk er oversættelsen af Euklids Elementer i 13 bøger som udkom fra 1897 til 1912. A.C.L. Heiberg havde udgivet den græske tekst i 1880'erne, og Eibe begyndte oversættelsen til dansk straks efter sin embedseksamen i 1895. Hun havde lært græsk i gymnasiet under A.B. Drachmann som senere blev professor i klassisk filologi.
Eibe var den yngste af 10 børn af boghandler Frederik Henrik Eibe (1816-71) og hustru Ida Camilla Roulund (1822-1904). Hun var ugift og boede hele livet i en lejlighed på Østerbro sammen med sin mor og to søstre.
Hun modtog Tagea Brandts Rejselegat i 1942.